# Grimmia nuda
Grimmia nuda là một loài Rêu trong họ Grimmiaceae. Loài này được (Dicks.) Turner mô tả khoa học đầu tiên năm 1804.